# Coração de Gaúcho
Pour plus de détails, voir Fiche technique et Distribution.
Coração de Gaúcho est un film muet brésilien réalisé par Luiz de Barros. Le film est basé sur l’œuvre O Gaúcho (en) de José Martiniano de Alencar. Il met en vedette Manuel F. Araujo et António Silva (en).
Le film est présenté en première le 26 avril 1920 à Rio de Janeiro.

## Fiche technique
- Titre : Coração de Gaúcho
- Réalisation : Luiz de Barros
- Scénario : Luiz de Barros d'après le roman O Gaúcho de José de Alencar
- Photographie : Luiz de Barros et João Stamato
- Montage : Luiz de Barros
- Production : Luiz de Barros
- Société de production : Guanabara Filmes
- Pays :  Brésil
- Genre : Drame
- Dates de sortie : 
  -  Brésil : 26 avril 1920

## Distribution
- Manuel F. Araujo
- Luiz de Barros
- Antônia Denegri
- Alvaro Fonseca
- Cândida Leal
- António Silva